# Vavel
Vavel (polj. Wawel) je utvrđeno vapnenačko brdo u gradu Krakovu u Poljskoj. Visoko je 228 metara. Na vrhu brda nalazi se Kraljevski dvorac s oružarnicom i katedralom u čijoj se kripti nalaze grobovi drevnih kraljeva Poljske i drugih zaslužnih Poljaka. Ovdje su se odvijala i krunjenja poljskih kraljeva. Zbog toga ovo mjesto ima veliku važnost za poljski narod.
Vavel je u 9. stoljeću, postao najvažniji utvrđeni dvorac plemena Vislana. Prvi povijesni vladar Poljske, Mješko I. (oko 965. – 992.) iz dinastije Pjastovića, kao i njegovi nasljednici Boleslav I. Hrabri (992. – 1025.) i Mješko II. (1025. – 1034.) imali su ovdje svoju rezidenciju. U to vrijeme, Vavel je bio jedan od najvažnijih središta za širenje kršćanstva. Prve romaničke građevine, koje su služile biskupima Krakova nastale su oko 1000. godine. Od vremena kralja Kazimira I. (1034. – 1058.) Vavel je postao politički i administrativni centar poljske države. Veći dio današnje katedrale nastao je u 14. stoljeću (građevina je obnovljena 1364. pošto je prethodna stradala u požaru), a kapele su joj dodane kasnije. 
Vrijeme vladavine jagelonske dinastije u 16. stoljeću bilo je vrijeme najveće raskoši Vavela. U razdoblju 1507. – 1536. kraljevski dvorac je temeljno preuređen. Kralj Sigismund I. bio je sponzor ovog velikog poduhvata. Radovima su rukovodili talijanski arhitekti: Francesko iz Firence i Bartolomeo Berecci. Sobe su raskošno dekorirali talijanski i poljski majstori. U dekoraciji se naročito ističu tapiserije. Poslije 1609. poljski kralj se preselio u Varšavu i od tada je dvorac zanemaren. Austrijanci su preuzeli Krakov 1795. i na Vavelu gradili vojarne i druge vojne objekte. Dvorac je restauriran krajem 19. i početkom 20. stoljeća.
Zajedno s povijesnom jezgrom Krakova, Vavel je na listi Svjetske baštine UNESCO-a.

## Galerija
- Kraljevski dvorac
- Kraljevski dvorac
- Vavelska katedrala
- Sigismundova kapela

## Unutarnje poveznice
- Krakovsko staro mjesto